# I raptus segreti di Helen
I raptus segreti di Helen (What's the Matter with Helen?) è un film del 1971 di Curtis Harrington.

## Riconoscimenti
La pellicola ebbe una nomination per l'Oscar ai migliori costumi nel 1972.

## Trama
Negli anni 30 due donne, Helen e Adele, dopo che hanno visto i propri figli condannati all'ergastolo per omicidio, per continuare a dare un senso alla propria esistenza decidono di trasferirsi in California e di aprire una scuola di spettacolo femminile per enfant prodige. Adele riesce effettivamente a voltare pagina accettando la corte di un vedovo, ma la mente di Helen inizierà purtroppo a cedere portandola a commettere due delitti.

## Critica
Il Mereghetti. Dizionario dei film (1993): **½
«Tra lo psicodramma e il grand-guignol»

## Censura
La versione originale conteneva un bacio sulle labbra che la Winters dava alla Reynolds, che venne poi tagliato per evitare la censura.